# 菲律宾偏顶蛤
，是贻贝目壳菜蛤科偏顶蛤属的一种。主要分布于南海、新加坡、马来西亚、中国大陆、台湾，常栖息在潮间带。
其种加词“philippinarum”意为“菲律宾的”。